# Diocèse de Belize City-Belmopan
Le diocèse de Belize City-Belmopan ((la) : Dioecesis Belizepolitanus-Belmopanus ; (en) : Diocese of Belize City–Belmopan) est un diocèse de l'Église catholique couvrant le territoire du Belize. Le siège épiscopal est actuellement Sede Vacante. Il est un des évêques suffragants de archévêque de Kingston en Jamaïque et membre de la Conférence épiscopale des Antilles. Son siège est à la cathédrale du Saint-Rédempteur (en) à Belize City et à la cocathédrale Notre-Dame-de-Guadalupe (en) à Belmopan.

## Historique
Le 10 juin 1888, le Honduras britannique, qui dépendait jusque là du vicariat apostolique de Kingston en Jamaïque, est érigé en préfecture apostolique, le premier préfet est Salvatore di Pietro (en). C'est lui qui devient le premier vicaire apostolique le 1 mars 1893 quand la préfecture est érigée en vicariat apostolique du Honduras britannique, renommé vicariat apostolique de Belize en 1925.
Le diocèse de Bélize est érigé le 29 février 1956 et renommé diocèse de Belize et Belmopan le 31 décembre 1983.